# Mendon (Vermont)
Mendon – miasto w Stanach Zjednoczonych, w stanie Vermont, w hrabstwie Rutland.